# Presură bărboasă

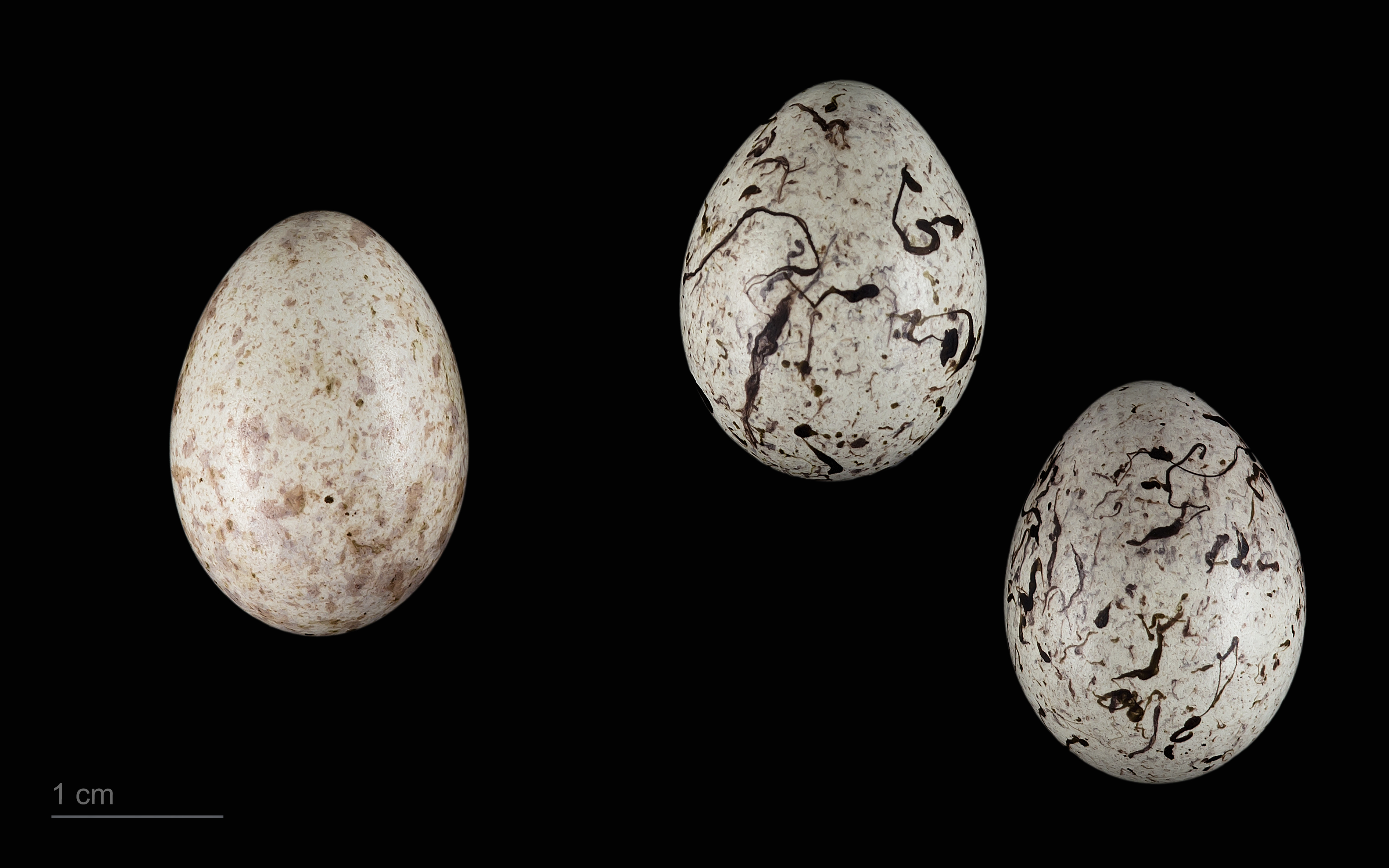
Cuculus canorus canorus într-un cuib de Emberiza cirlus - MHNT

Presura bărboasă (Emberiza cirlus) este o pasăre sedentară din familia emberizidelor (Emberizidae), ordinul paseriformelor (Passeriformes) care cuibărește în regiunile montane și deluroase din sudul și centrul Europei, vestul Asiei și nord-vestul Africii. Are o talie de 17 cm. Se aseamănă în penaj cu presura de munte, dar are obrajii și abdomenul galbene și pieptul cu o bandă verzuie și cafenie. Se hrănește cu insecte, semințe.
În România se întâlnește în văile râurilor montane largi și în ținuturile deluroase, premontane din regiunea sud-vestică a țării, nordul Olteniei și nord-vestul Munteniei, pe valea Argeșului. Iarna coboară în văile adăpostite.